# HMS E51
HMS E51 – brytyjski okręt podwodny typu E. Zbudowany w latach 1915–1917 w Scotts Shipbuilding and Engineering Company, Greenock. Okręt został wodowany 30 listopada 1916 roku i rozpoczął służbę w Royal Navy 27 stycznia 1917. Pierwszym dowódcą został Lt. H. R. Marrack.
E51 został przystosowany do stawiania min.
13 października 1921 roku okręt został sprzedany firmie South Wales Salvage Co.